# クリスティアン・ブロッキ
クリスティアン・ブロッキ（Cristian Brocchi, 1976年1月30日 - ）は、イタリア・ミラノ出身の元同国代表サッカー選手、現サッカー指導者。現役時代のポジションはMF。現在はセリエBのLRヴィチェンツァの監督を務めている。

## 経歴
地元のACミラン・ユースにおいてキャリアをスタート。レンタル移籍を経て1998年には当時セリエBのエラス・ヴェローナFCへと売却される。そのシーズンにクラブは昇格し、セリエAの舞台で1年間戦った。その活躍をインテルナツィオナーレ・ミラノに認められ移籍。翌シーズンには古巣のミランへと戻ることになった。
しかし、中盤のタレントが豊富なミランではなかなか出場機会が得られずサブとしての日々を過ごす。2005年には完全移籍も見据えてACFフィオレンティーナへレンタルされるが、カルチョ・スキャンダルの影響もあって移籍市場で大きな動きを起こせないミランへと復帰することになった。復帰1年目となる2006-07シーズンはミランにおいてのキャリア最高となる29試合に出場。翌2007-08シーズンにはエメルソンの加入もあったが、中盤の重要なオプションとして24試合に出場している。
2008年8月、出場機会を求めてSSラツィオに移籍した。
2013年5月11日、度重なる怪我を理由に現役引退を表明した。

## 代表歴
2006年11月15日の対トルコ戦でイタリア代表デビュー。代表での出場はその1試合にとどまっている。

## 指導歴
2014年6月、フィリッポ・インザーギがミランのトップチームの指揮官に昇格したことに伴い、同クラブ・プリマヴェーラの監督に就任した。
2016年4月12日、シニシャ・ミハイロヴィッチ監督の解任に伴い、シーズン途中でミランの監督に就任した。
ヴィンチェンツォ・モンテッラがミランの新指揮官に招聘されると、2016年7月10日にブレシア・カルチョの監督に就任した。
2017年6月よりファビオ・カペッロが率いることとなった江蘇蘇寧足球倶楽部のアシスタントコーチとしてジャンルカ・ザンブロッタらと共に入閣。翌年3月にカペッロが辞任することに伴い自身も退団した。

## 人物
元ACミランのチームメイトであるクリスティアン・アッビアーティとともにミラノでカフェを経営している。また、親友であるクリスティアン・ヴィエリと「Baci & Abbracci」という洋服のブランドを立ち上げている。現在このブランドはイタリアでポピュラーなものとなっている。

## 個人成績
| クラブ             | シーズン | リーグ       | リーグ | リーグ | カップ | カップ | 国際大会 | 国際大会 | その他 | その他 | 通算 | 通算 |
| クラブ             | シーズン | ディビジョン | 出場   | 得点   | 出場   | 得点   | 出場     | 得点     | 出場   | 得点   | 出場 | 得点 |
| ------------------ | -------- | ------------ | ------ | ------ | ------ | ------ | -------- | -------- | ------ | ------ | ---- | ---- |
| インテル           | 2000-01  | セリエA      | 15     | 1      | 0      | 0      | 0        | 0        | 0      | 0      | 15   | 1    |
| ミラン             | 2001-02  | セリエA      | 12     | 1      | 0      | 0      | 7        | 0        | 0      | 0      | 19   | 1    |
| ミラン             | 2002-03  | セリエA      | 12     | 2      | 1      | 0      | 7        | 0        | 0      | 0      | 20   | 2    |
| ミラン             | 2003-04  | セリエA      | 11     | 0      | 0      | 0      | 3        | 0        | 0      | 0      | 14   | 0    |
| ミラン             | 2004-05  | セリエA      | 11     | 0      | 0      | 0      | 2        | 0        | 0      | 0      | 13   | 0    |
| ミラン             | 通算     | 通算         | 46     | 3      | 1      | 0      | 19       | 0        | 0      | 0      | 66   | 3    |
| フィオレンティーナ | 2005-06  | セリエA      | 35     | 3      | 0      | 0      | 0        | 0        | 0      | 0      | 35   | 3    |
| ミラン             | 2006-07  | セリエA      | 29     | 1      | 0      | 0      | 8        | 0        | 0      | 0      | 37   | 1    |
| ミラン             | 2007-08  | セリエA      | 24     | 1      | 2      | 1      | 3        | 0        | 3      | 0      | 32   | 2    |
| ミラン             | 通算     | 通算         | 53     | 2      | 2      | 1      | 11       | 0        | 3      | 0      | 69   | 3    |
| ラツィオ           | 2008-09  | セリエA      | 31     | 0      | 4      | 0      | 0        | 0        | 0      | 0      | 35   | 0    |
| ラツィオ           | 2009-10  | セリエA      | 27     | 2      | 2      | 0      | 3        | 0        | 1      | 0      | 33   | 2    |
| ラツィオ           | 2010-11  | セリエA      | 31     | 0      | 2      | 0      | 0        | 0        | 0      | 0      | 33   | 0    |
| ラツィオ           | 2011-12  | セリエA      | 15     | 0      | 0      | 0      | 3        | 1        | 0      | 0      | 18   | 1    |
| ラツィオ           | 2012-13  | セリエA      | 7      | 0      | 3      | 0      | 0        | 0        | 0      | 0      | 10   | 0    |
| ラツィオ           | 通算     | 通算         | 111    | 2      | 11     | 0      | 6        | 1        | 1      | 0      | 129  | 3    |
| 総通算             | 総通算   | 総通算       | 260    | 11     | 14     | 1      | 36       | 1        | 4      | 0      | 314  | 13   |

## 監督成績
2021年12月12日現在
| クラブ         | 国           | 就任           | 退任          | 記録 | 記録 | 記録 | 記録 | 記録 | 記録 | 記録 | 記録   |
| クラブ         | 国           | 就任           | 退任          | 試   | 勝   | 分   | 敗   | 得   | 失   | 差   | 勝率   |
| -------------- | ------------ | -------------- | ------------- | ---- | ---- | ---- | ---- | ---- | ---- | ---- | ------ |
| ミラン         | イタリアの旗 | 2016年4月12日  | 2016年6月28日 | 7    | 2    | 2    | 3    | 7    | 9    | −2   | 028.57 |
| ブレシア       | イタリアの旗 | 2016年7月10日  | 2017年3月12日 | 31   | 7    | 10   | 14   | 32   | 45   | −13  | 022.58 |
| モンツァ       | イタリアの旗 | 2018年10月22日 | 2021年5月28日 | 116  | 60   | 33   | 23   | 177  | 104  | +73  | 051.72 |
| ヴィチェンツァ | イタリアの旗 | 2021年9月22日  |               | 12   | 2    | 1    | 9    | 11   | 21   | −10  | 016.67 |
| 合計           | 合計         | 合計           | 合計          | 166  | 71   | 46   | 49   | 227  | 179  | +48  | 042.77 |

## タイトル
ヴェローナ
- セリエB : 1998-99

ミラン
- セリエA : 2003-04
- コッパ・イタリア : 2002-03
- スーペルコッパ・イタリアーナ : 2004
- UEFAチャンピオンズリーグ : 2002-03, 2006-07
- UEFAスーパーカップ : 2003, 2007
- FIFAクラブワールドカップ : 2007

ラツィオ
- コッパ・イタリア : 2008-09, 2012-13
- スーペルコッパ・イタリアーナ : 2009